# Vespertine
Vespertine è il quarto album della cantautrice islandese Björk (il quinto, contando anche l'omonimo album solista del 1977).

## Descrizione
Vespertine è un album, a detta della stessa Björk, molto più intimo dei lavori precedenti, che trae ispirazione dalla sua relazione con l'artista Matthew Barney, da cui la presenza di diverse tracce con testi dal contenuto sessuale più o meno esplicito, come Cocoon o Pagan Poetry. È sempre l'amore il tema di Hidden Place, che canta di come due persone possano "creare un paradiso, tramite la loro unione", mentre in Aurora, Björk si rivolge alla "dea Natura", pregando di poter diventare tutt'uno con le luci del nord. Nell'album è anche presente un omaggio a E.E. Cummings, attraverso il brano Sun In My Mouth, che contiene parte del testo della sua poesia Impressions.
Viene fatto un largo uso di cori e carillon, oltre al solito grande numero di campionature, questa volta a cura del musicista Matthew Herbert e del duo di musica elettronica Matmos. Oltre agli archi, già molto usati in Homogenic, si fa un grande utilizzo dell'arpa, suonata dalla musicista Zeena Parkins.
Da Vespertine sono stati estratti tre singoli, accompagnati da videoclip particolari. Il videoclip di Pagan Poetry, in cui una Björk seminuda infila nella pelle numerose spille e perline, è stato censurato su alcune reti, ad esempio MTV; stessa cosa è accaduta al videoclip di Cocoon, in cui Björk si avvolge in un bozzolo creato da fili rossi che le fuoriescono dai capezzoli. Il videoclip di Hidden Place invece è girato interamente da una camera fissa sul volto della cantante, su cui fluidi colorati entrano ed escono dagli orifizi (rappresentazione dei meccanismi che regolano il pensiero).
Sulla copertina del disco, Björk è ritratta con il celebre abito cigno indossato durante la 73ª edizione della cerimonia di premiazione degli Oscar il 25 marzo 2001, realizzato da Marjan Pejoski.
Il 26 aprile 2019 l'album viene rilasciato dalla One Little Independent Records anche in formato di musicassetta.

## Tracce
Crediti adattati ai dati riportati nel sito della ISWC.
Edizione standard
1. Hidden Place – 5:28 (Björk, Guy Sigsworth, Mark Bell)
2. Cocoon – 4:28 (Björk, Thomas Knak)
3. It's Not Up to You – 5:08 (Björk)
4. Undo – 5:38 (Björk, Thomas Knak)
5. Pagan Poetry – 5:14 (Björk)
6. Frosti – 1:41 (Björk)
7. Aurora – 4:39 (Björk)
8. An Echo, A Stain – 4:04 (Björk, Guy Sigsworth)
9. Sun in My Mouth – 2:40 (Björk, Guy Sigsworth, Edward Estlin Cummings)
10. Heirloom – 5:12 (Björk, Console)
11. Harm of Will – 4:36 (Björk, Guy Sigsworth, Harmony Korine)
12. Unison – 6:45 (Björk)

Bonus track per il Giappone
1. Generous Palmstroke – 4:24 (Björk, Zeena Parkins)

## Formazione
Di seguito sono elencati i musicisti che hanno suonato nel disco e il personale che ha collaborato alla sua realizzazione.
- Vince Mendoza – orchestrazione, cori
- Björk – programmazione, composizione, produzione, arrangiamento archi, carillon, arrangiamenti arpa, arrangiamento vocale
- Rory – assistente tecnico
- Zeena Parkins – arpa, arpa elettrica, composizione (traccia 13)
- Marius DeVries – assistente produzione (tracce 5, 13), programmazione beat
- Stuart Green – coordinatore, coordinatore del coro
- Isobel Griffiths – agente orchestrale
- Guy Sigsworth – celesta, calvicembalo, programmazione, arrangiamento coro, programmazione beat, composizione (tracce 1, 8, 9, 11)
- Jennie O'Grady – coordinatore del coro
- Matthew Herbert – programmazione
- Matmos – programmazione, programmazione beat
- Thomas Knak – programmazione, composizione (tracce 2, 4), produzione (traccia 2)
- Damian Taylor – programmazione, programmazione beat
- Aaron Franz – assistente tecnico
- Matt Fields – assistente
- Mark Bell – composizione (traccia 1)
- Bogdan Raczynski – collaboratore
- Console – composizione (traccia 10), produzione (traccia 10)
- Edward Estlin Cummings – composizione (traccia 9)
- Harmony Korine – composizione (traccia 11)

## Classifiche
| Classifica (2001)              | Posizione massima |
| ------------------------------ | ----------------- |
| Australia                      | 9                 |
| Austria                        | 5                 |
| Belgio (Fiandre)               | 10                |
| Belgio (Vallonia)              | 2                 |
| Canada                         | 2                 |
| Danimarca                      | 1                 |
| Europa                         | 1                 |
| Finlandia                      | 3                 |
| Francia                        | 1                 |
| Germania                       | 3                 |
| Giappone                       | 6                 |
| Italia                         | 2                 |
| Norvegia                       | 1                 |
| Nuova Zelanda                  | 32                |
| Paesi Bassi                    | 20                |
| Polonia                        | 11                |
| Regno Unito                    | 8                 |
| Spagna                         | 1                 |
| Stati Uniti                    | 19                |
| Stati Uniti (dance/electronic) | 1                 |
| Svezia                         | 7                 |
| Svizzera                       | 3                 |